# Negasso Gidada
Negasso Gidada (en amharique : ነጋሶ ጊዳዳ Nägaso Gidada), de son nom complet Negasso Gidada Solon, né le 8 septembre 1943 à Dembidolo (Éthiopie) et mort le 27 avril 2019 à Francfort-sur-le-Main (Allemagne), est un homme d'État éthiopien, premier président de la République du 22 août 1995 au 8 octobre 2001.

## Biographie
Son père, Gidada Solon, est l'un des premiers ministres de l'église protestante de Dembidolo. Étudiant à l'université d'Addis-Abeba où il est membre de l'Union des étudiants, Negasso Gidada s'exile en Allemagne et obtient un doctorat d'histoire sociale de l'université Johann Wolfgang Goethe de Francfort-sur-le-Main. 
Il est membre du comité de l'ODPO et participe à la chute de Mengistu Haile Mariam en 1991. Dans le gouvernement de transition, il occupe les fonctions de ministre de l'Information. Après l'adoption de la Constitution, il est élu premier président de la république fédérale démocratique d'Éthiopie le 22 août 1995. Il est exclu le 22 juin 2001 de l'ODPO et du FDRPE, mais demeure chef de l'État jusqu'à la fin de son mandat en octobre 2001. C'est donc en indépendant qu'il se présente aux élections législatives de 2005 dans la zone Ouest Welega de la région Oromia, il sera élu à la Chambre des représentants des peuples. Il est également conférencier d'histoire à l'université d'Addis Abeba à temps partiel. 

### Vie privée
Negasso Gidada est marié à l'Allemande Regina Abelt.